# Cocytius
Cocytius es un género de lepidópteros glosados de la familia Sphingidae, dentro del clado Ditrysia.

## Especies
- Cocytius antaeus - (Drury 1773)
- Cocytius beelzebuth
- Cocytius duponchel
- Cocytius lucifer
- Cocytius mephisto
- Cocytius mortuorum
- Cocytius vitrinus

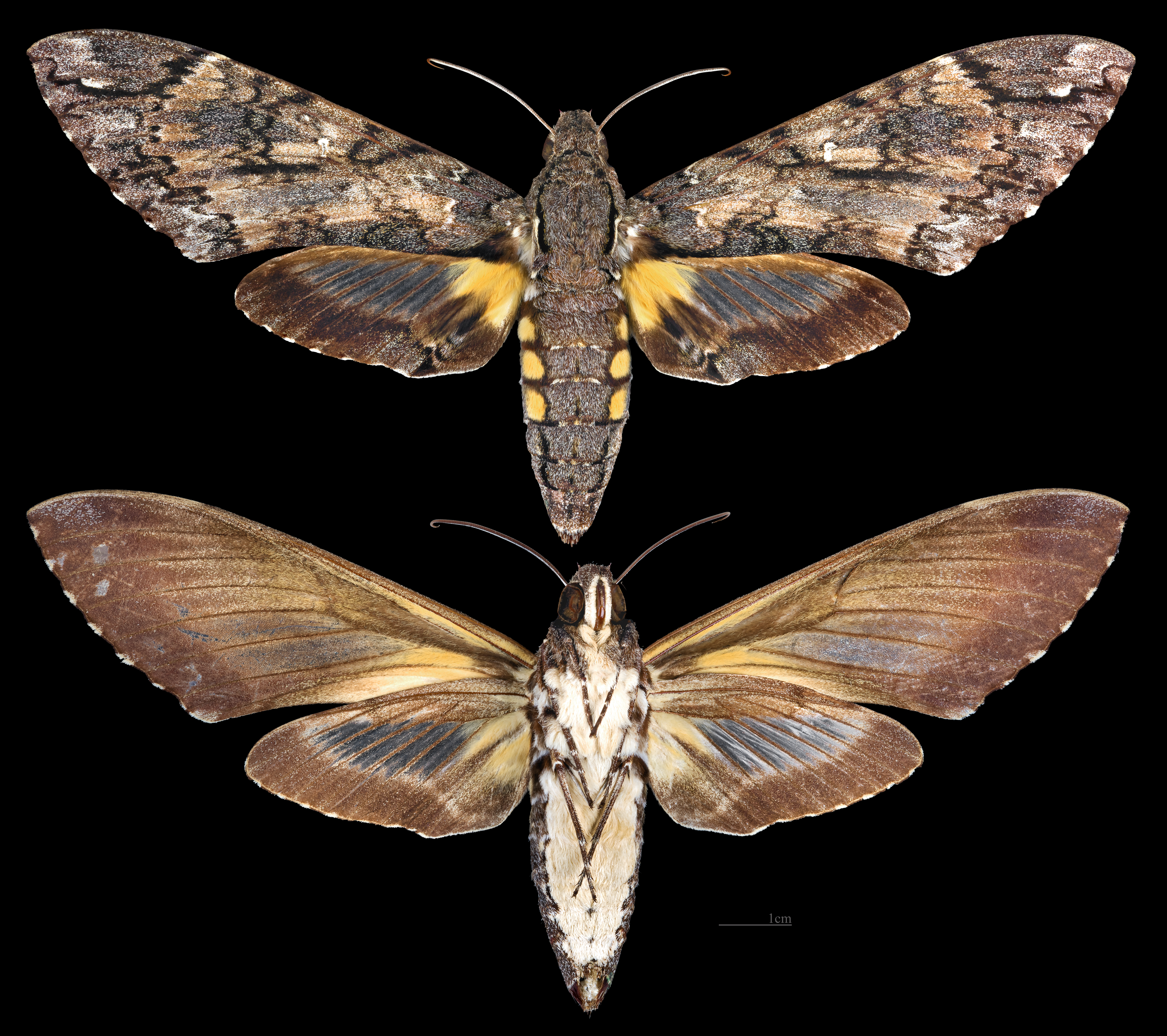
Cocytius antaeus
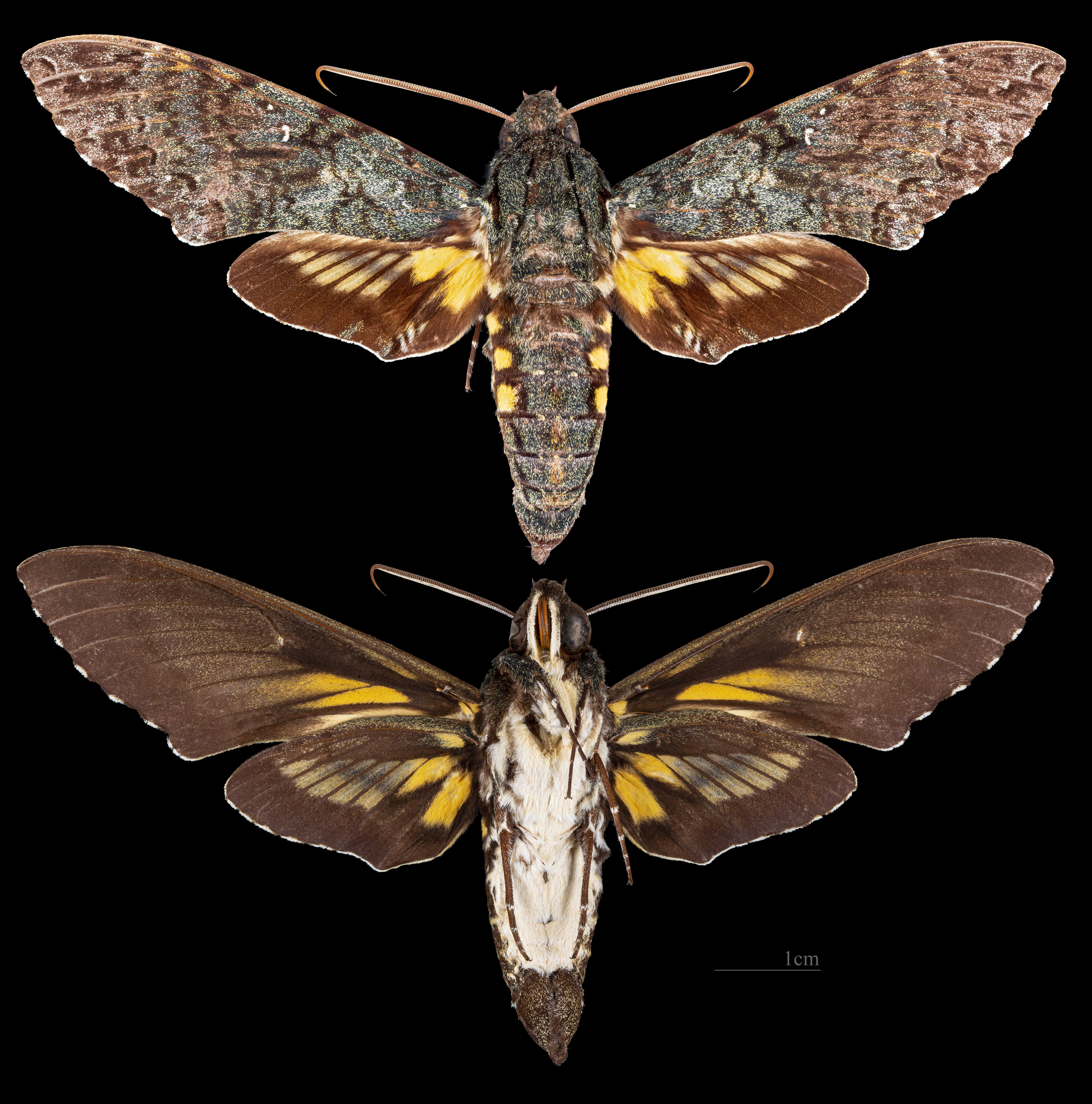
Cocytius duponchel